# Justin Doellman
Justin Joseph Doellman (ur. 3 lutego 1985 w Cincinnati) – amerykański koszykarz posiadający również obywatelstwo Kosowa. Występuje na pozycji skrzydłowego.
W czerwcu 2016 Doellman zaakceptował propozycję przyjęcia kosowskiego obywatelstwa i po spotkaniu z prezydentem Kosowskiej Federacji Koszykówki, złożył komplet wymaganych do jego uzyskania dokumentów. W lipcu tego samego roku, po jego otrzymaniu, dołączył do przygotowującej się do startu w eliminacjach do EuroBasketu 2017 reprezentacji Kosowa.
11 października 2017 został zawodnikiem tureckiego Anadolu Efes Stambuł. 16 stycznia 2018 dołączył do czarnogórskiego Budućnostu Podgorica. 19 lipca zawarł umowę z hiszpańską Bàxi Manresą.

## Osiągnięcia
Na podstawie, o ile nie zaznaczono inaczej.
NCAA
- Uczestnik:
  - rozgrywek Elite 8 turnieju NCAA (2004)[9]
  - turnieju NCAA (2004, 2006, 2007)
- Mistrz:
  - turnieju konferencji Big East (2004, 2006)
  - sezonu zasadniczego konferencji Big East (2007)
- Laureat nagrody Blackburn/McCafferty Trophy (2007)
- Zaliczony do I składu All-Atlantic 10 (2007)[9]

Drużynowe
- Mistrz:
  - Eurocup (2014)
  - Ligi Adriatyckiej (2018)
  - Katalonii (2014–2016)
- Wicemistrz Hiszpanii (2015, 2016)
- Zdobywca:
  - Pucharu Francji (2010)
  - Pucharu Liderów Francji (2008)
  - Superpucharu Hiszpanii (2015)
- Finalista:
  - pucharu:
    - Francji (2008)
    - Liderów Francji (2010)
    - Hiszpanii (2013, 2015)

  - Superpucharu Hiszpanii (2014, 2016)

Indywidualne
- MVP:
  - finałów:
    - Eurocup (2014)
    - mistrzostw Katalonii (2016)

  - ACB (2014)
  - I spotkania finałów Eurocup (2014)
  - I spotkania ćwierćfinałów Eurocup (2014)
  - miesiąca ACB (styczeń 2012, maj, listopad 2013, kwiecień 2014)
  - kolejki ACB (14 – 2011/12, 25, 32 – 2012/13, 5 – 2013/14)
- Zaliczony do:
  - I składu Eurocup (2013, 2014)
  - All-ACB Team (2014)
- Lider:
  - ACB w przechwytach (2013)
  - Eurocupu w przechwytach (2014)